# Герб Ньюпорта

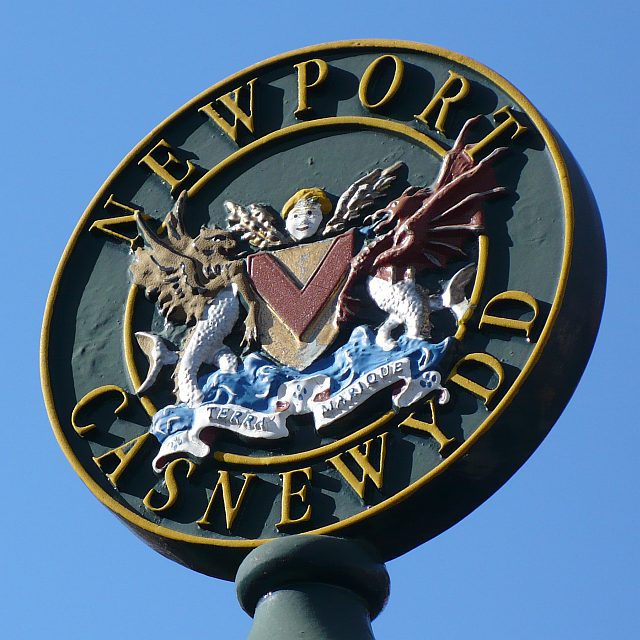
Герб, як видно на табличці в Стоу-Хілл, Ньюпорт.

Герб Ньюпорта — геральдичний символ міста Ньюпорт, Південний Уельс. Також відомий як громадянський знак, його використовує нинішня міська рада Ньюпорта з 24 липня 1996 року після муніципальної реорганізації у квітні того ж року.

## Хронологія
Офіційне використання герба було надано Раді округу Ньюпорт 17 квітня 1929 року, хоча неофіційно герб використовувався до цієї дати. Використання крилатого морського лева та крилатого морського дракона було дозволено 7 травня 1958 року. Наступна Рада Ньюпорта використовувала герб з 1974 по 1996 рік.

## Символізм
Герб незвичайний з двох причин. По-перше, херувим над щитом, а по-друге, Ньюпорт був першим армігером, який використав крилатого морського лева, який має рідкісне геральдичне використання.
Щит
Щит належав Стаффордам, графам і герцогам Бекінгемським, лордам маєтку Ньюпорт у XIV та XV століттях, але перевернута кроква позначає різницю між цими гербами Боро та родинними.
Щитотримачі
Крилатий морський лев і крилатий морський дракон символізують силу на землі, на морі та в повітрі.
Девіз
Девіз «Terra Marique» був прийнятий одночасно зі щитотримачами і означає «По суші та морю», що стосується позиції Ньюпорта як порту.

## Похідні
Нинішня емблема міської ради Ньюпорта містить крилатого морського лева, який походить від герба.
Особливістю Ньюпортського мосту 1927 року є чотири таблички, на яких зображено херувима над щитом, але без іншої деталі герба.
Регбійний клуб «Ньюпорт» використовує варіант херувима та щита як свій клубний герб, а футбольний клуб «Ньюпорт Каунті» використовує варіант щита на своєму клубному гербі.

## Кам'яні троянди
У 1994 році Джон Сквайр, гітарист The Stone Roses, створив обкладинку їхнього хіта Love Spreads на основі фотографії кам'яного херувима та щита на Ньюпорт-Брідж. Пісня стала найбільш продаваним синглом гурту, досягнувши 2-го місця в британських чартах. Зображення херувима було знайдено на багатьох предметах Другого пришестя, альбомі, з якого взято Love Spreads.

## Галерея

Щит Ньюпорта
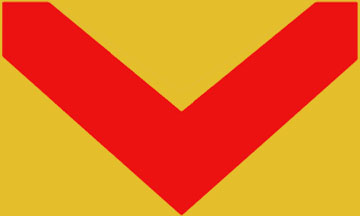
Геральдичний прапор Ньюпорта
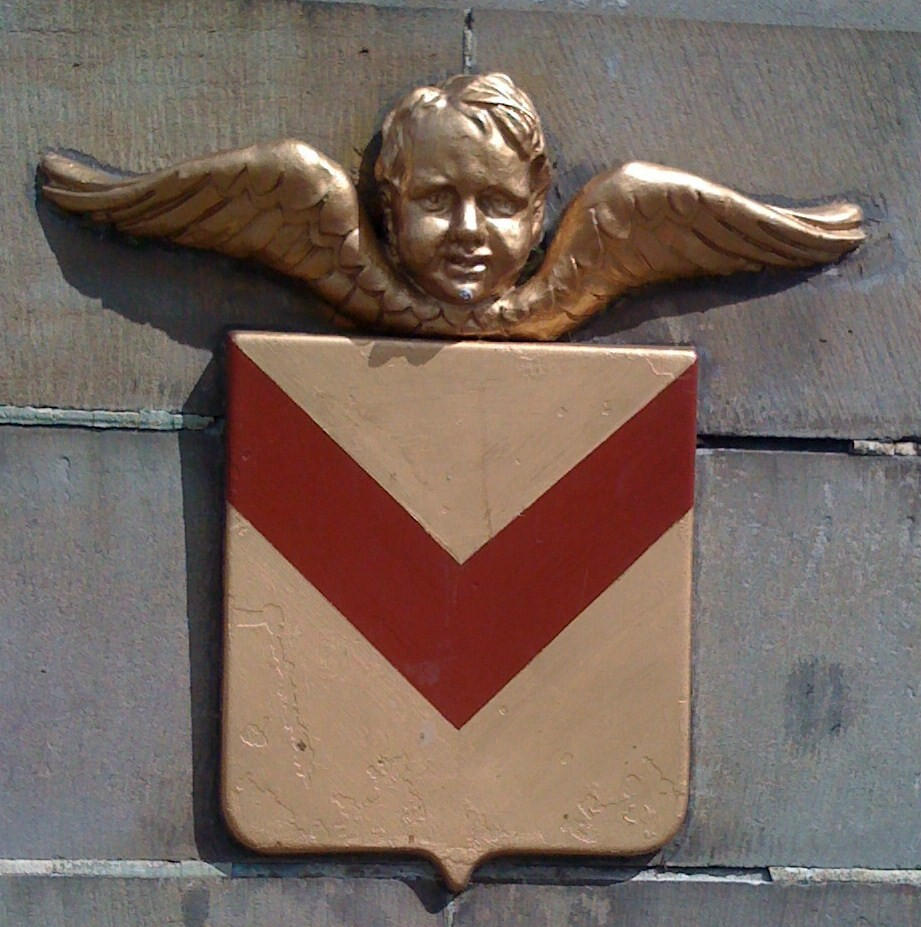
Херувим і щит на Ньюпорт-Брідж
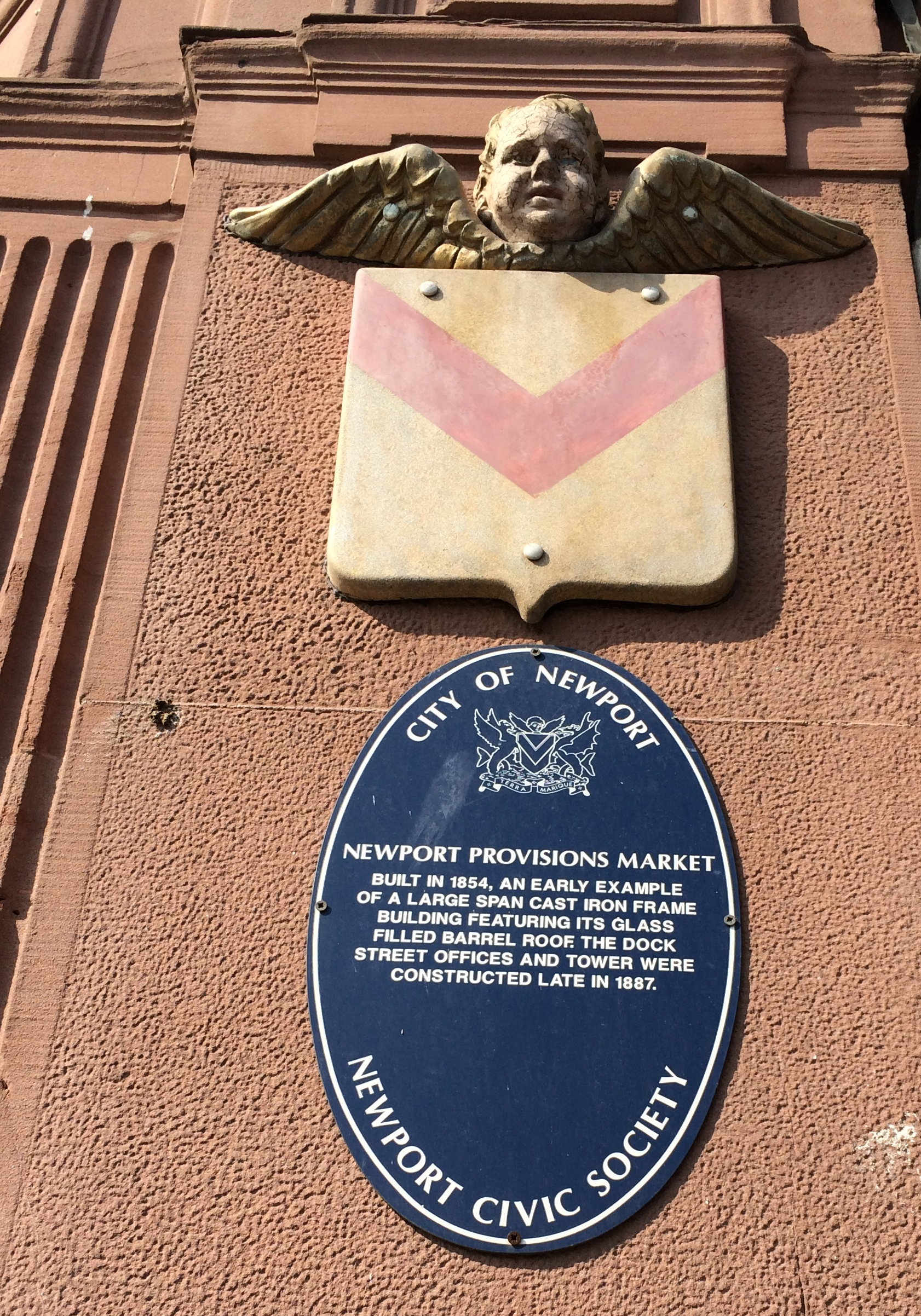
Херувим і щит на ринку Ньюпорт, вхід на Верхню Док-стріт
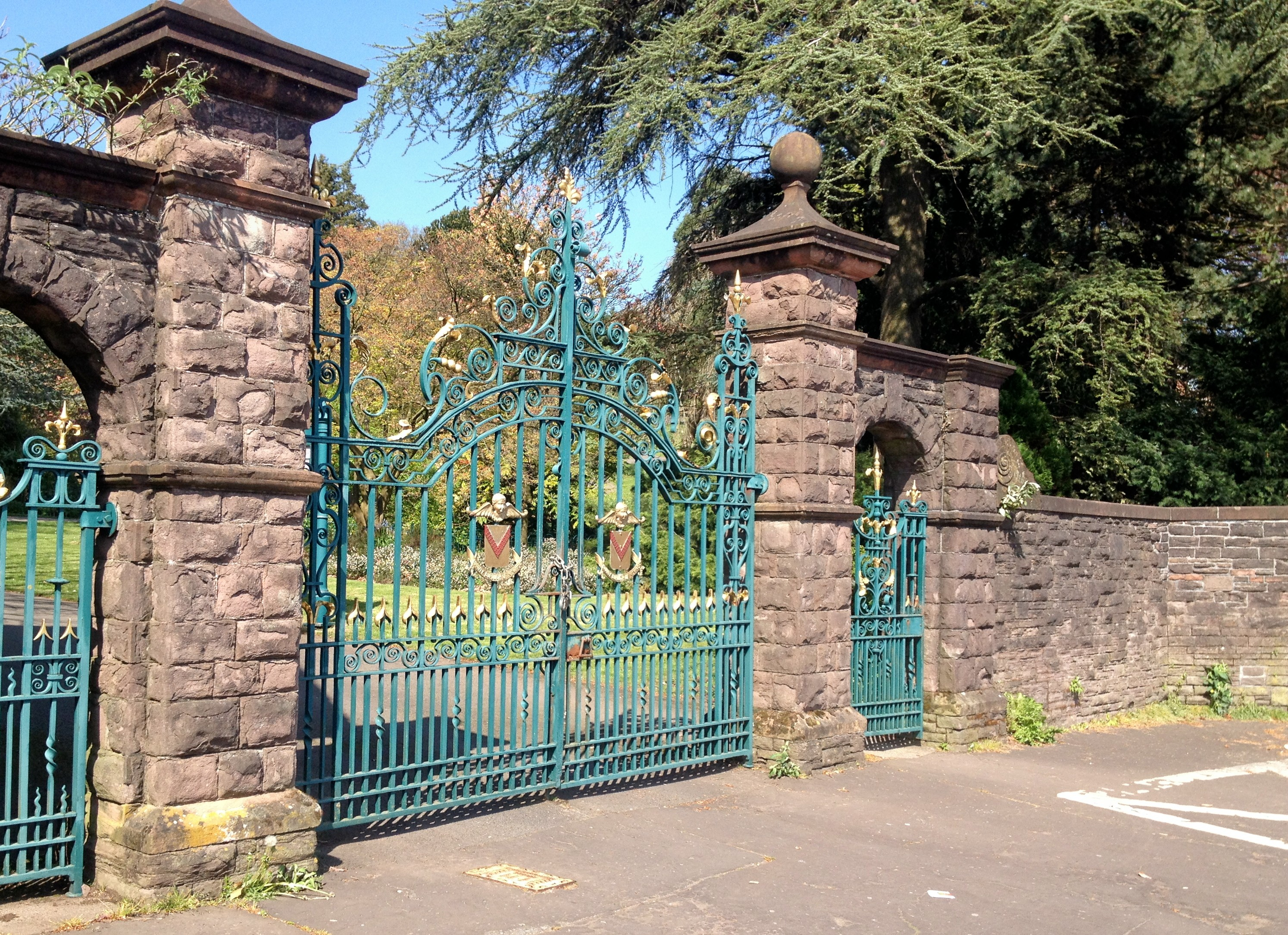
Ворота Belle Vue Park, Кардіфф Роуд, Ньюпорт